# 新欧洲包豪斯
新欧洲包豪斯即New European Bauhaus (NEB），是一个由欧盟委员会现任主席（Ursula von der Leyen）发起的艺术文化运动。
包豪斯一词指的是德国建筑师（Walter Gropius）在1919年发起历史运动时所持的主要原则：包豪斯。包豪斯是一种哲学，一种生活方式和思维方式，是对艺术学校倒退本质的富有成效的抗议，是艺术与生活之间的纽带。包豪斯主义也是一种现代主义的艺术风格，它的特点是理性、简洁、内敛、注重并讲求其功能性。
2020年9月16日，乌尔苏拉-冯德莱恩在布鲁塞尔向欧洲议会成员发表的《2020年联盟咨文》中首次宣布了新欧洲包豪斯这项运动：「我希望新一代欧盟能够开启欧洲的改造浪潮，使我们的联盟成为循环经济的领导者。但与以往的计划不同，这次运动所涉及的不仅仅是经济发展或者节能环保等单一的某个领域：它涵盖各个方面，是欧洲的一个新文化项目。每个运动都有自己独特的形象表征和风格，而且我们需要给这个系统性变革以独特的审美，把这种艺术风格与理念相结合。这也是我们提出新欧洲包豪斯这一运动的初心。新欧洲包豪斯将成为一个由建筑师、艺术家、学生、工程师和设计师共同创建的空间和平台，以求齐心协力实现这一目标。这就是下一代的欧盟，这同样也是我们塑造心中理想世界的方式。」

## 三个阶段
新欧洲包豪斯运动主要分三个阶段展开：构思设计、实现和传播。

### 构思设计阶段
作为第一阶段（2020-2021年），构思设计这一阶段的目的是探究新欧洲包豪斯运动该在哪里、以及如何加速实现和具体化关于文化和技术相结合的创造性想法。这两个概念在建筑和城市规划中特别有名「链接到已经存在的事物中」。
通过发起提案征集，这一阶段开放性收集各方面的意见，广泛地接收不同的声音，并且设立一个可以与他人共享观点的平台。
为促进这一倡议，众多在各个领域杰出的意见领袖组成了「高级别圆桌会议」。成员有建筑师坂茂（Shigeru Ban）、意大利国家创新基金主席Francesca Bria、实践主义者和学者Sheela Patel等。

### 实现阶段
欧盟委员会于2021年9月15日提出了「美丽、可持续、共同发展的新欧洲包豪斯」的概念。这次交流为实现阶段（2021-2023+）铺平了道路，自此第一阶段落下帷幕。
2020年由欧盟委员会通过的《欧洲绿色公约》所面临的挑战，成为了现如今新欧洲包豪斯这一运动的主要观点之一：创造一个所有欧洲人可以参与，并且能够共同进步的具体而积极向上的体验。
参照1919年发起的包豪斯运动的主要原则，新欧洲包豪斯运动倡议的方法是多层次的，「从全球到地方，参与性和跨学科」。在这个层面上，整个欧盟数以千计的公民、专业人士和组织，他们的愿景以及个人经验都得以参与到共同设计和公开对话中，以促进新欧洲包豪斯运动关键主题的形成。
新欧洲包豪斯运动所依据的三个不可分割的是：可持续性（从气候改变的目标到循环发展、零污染和生物多样性）、美学（超越基础功能的高质量体验及风格），和包容性（从重视多样性到确保可实现性和可负担性）。 
指导这些倡议实施的四个主题是：回归自然，重寻归属感，优先考虑最需要的地方和人，以及在工业生态系统中采用长期生命周期的思维。
新欧洲包豪斯运动将目光聚焦于三个相互联系的关键转变：实操过程中的地方转变、促进创新的环境转变，以及人们观点和思维方式的转变。

### 传播阶段
在传播阶段（2023-2024+），新欧洲包豪斯运动将专注于向来自世界各地的、更广泛的受众群体传播特定的想法和概念。它将在从业者之间建立一个可以共享方法，解决方案以及构思原型的网络。该倡议旨在帮助所有创新者在城市、农村和地方复制他们的经验，并激励新一代的建筑师和设计师，支持倡导自然环境和气候相协调的建筑中出现新的生活方式的主导市场的兴起。

## 新欧洲包豪斯奖
欧盟委员会在2021年春季设立了「新欧洲包豪斯奖」，以奖励运动中出现的鼓舞人心的成果与案例。欧盟委员费雷拉（Ferreira）和加布里埃尔（Gabriel）于2021年9月16日在布鲁塞尔举行的仪式上向第一届比赛的获奖者颁奖。
第二届欧洲新包豪斯奖将于2022年举行。

## 新欧洲包豪斯实验室
为了与不断增长的新欧洲包豪斯社区合作，将成立新欧洲包豪斯实验室「共同创造、模拟和测试工具、解决方案和政策行动，以促进当地的转型。」

## 新欧洲包豪斯节
为提高新欧洲包豪斯运动以及其参与其中的创作者的知名度，向大众分享活动的进展与成果，实现网络化并且鼓励公民参与其中，新欧洲包豪斯节宣布成立。其第一届会议将于2022年6月9日至12日在比利时布鲁塞尔举行。在这一会议的基础上，委员会将制定一个年度节事活动概念，理想状况下该构想将涉及2023年后，包括欧盟甚至欧盟以外的地点。

## 相关词条
- 包豪斯
- 包豪斯主义
- 设计
- 装饰艺术
- 碳中和
- 欧洲委员会

## 拓展阅读
- 中华人民共和国驻欧盟使团. .   [2020-10-16].
- 万浩，简子涵. . 中国知网.
- 潇霖. . 论文网.   [2003-05-22].

## 外部連結
- 官网 （页面存档备份，存于）